# Митино (Меленковский район)
Митино — деревня в Меленковском районе Владимирской области, входит в состав Бутылицкого сельского поселения.

## География
Деревня расположена в 15 км на северо-восток от центра поселения села Бутылицы и в 34 км на север от райцентра города Меленки.

## История
Деревня впервые упоминается в окладных книгах Рязанской епархии за 1676 год в составе прихода погоста Куземского , в ней было 2 двора помещиков, 18 дворов крестьянских и 1 бобыльский.
В XIX — первой четверти XX века деревня входила в состав Папулинской волости Меленковского уезда, с 1926 года — в составе Бутылицкой волости Муромского уезда. В 1859 году в деревне числилось 24 двора, в 1905 году — 59 дворов, в 1926 году — 93 двора.
С 1929 года деревня являлась центром Митинского сельсовета Меленковского района, с 1940 года — в составе Скрыпинского сельсовета, с 2005 года — в составе Бутылицкого сельского поселения.

## Население
| 1859 | 1905 | 1926 | 2002 | 2010 | 2021 |
| ---- | ---- | ---- | ---- | ---- | ---- |
| 201  | ↗316 | ↗447 | ↘5   | ↘0   | ↗1   |